# 裵吉道
裵 吉道（ペ・ギルド、朝鮮語: 배길도、1922年3月23日 - 1980年7月18日）は、大韓民国の大学教授、政治家。第6・7代韓国国会議員。

## 経歴
日本統治時代の全羅南道務安郡出身。朝鮮大学校法政大学政治科卒。28歳で政界入りし、1954年の第3代総選挙と1958年の第4代総選挙で出馬したが、いずれも落選した。1963年の第6代総選挙と1967年の第7代総選挙では民主共和党の候補として務安郡選挙区から2回連続当選した。他は朝鮮大学（現・朝鮮大学校）教務課長、朝鮮大学校教授、国際農林水産交流会指導委員、民主共和党全羅南道15地区党委員長・全羅南道支部副委員長・中央常任委員・政策委員、アジア議員連盟（APU）第2回総会韓国代表などを務めた。
1980年7月18日、ソウル市江東区の自宅で持病により死去。享年58。